# 袁达时
袁达时（1901年—？），又名袁正道、袁大石，湖南湘潭人。中华人民共和国政治人物。
早年抵达莫斯科东方劳动者共产主义大学学习，后加入中共，担任中国劳动组合书记部上海分部主任。1926年，担任全国总工会执委会委员、常委。1927年，任全国铁路总工会组织部主任、中共江苏省委常委。次年，担任中共湖南省委组织部部长。后被捕变节，余事不详。